# Tokej
Tokej (znanstveno ime Gekko gecko) spada v družino gekonov (Gekkonidae), kuščarjev z dobro razvitimi očmi, ki so prekrite s skupaj zaraslimi prozornimi roževinastimi vekami. Oči imajo pokončno zenico, primerno za nočno gledanje. Je odličen plenilec žuželk in celo miši.

### Opis
Tokej ima na nogah po pet prstov, ki so opremljeni s pritrjevalnimi blazinicami in z majhnimi kremplji za oprijemanje. Pri plezanju ravna enako kot mačke: kremplje izmenično zasaja v podlago in jih izdira.
Hitro lahko potemni ali posvetli barvo kože.

### Življenjski prostor
Živi na velikih drevesih, na gozdnih tleh, pa tudi v hišah. Razširjen je od jugovzhodne Azije do zahodne Indonezije.

### Oglašanje
Oglašajo se samo samci, ki s klici branijo svoje ozemlje zlasti pomladi v času parjenja.